# Pierken Jordain
Pierken Jordain (aktiv um 1550) war ein franko-flämischer Komponist der Renaissance.

## Leben und Werk
Von Pierken Jordain sind weder Geburts- noch Sterbedaten überliefert; es ist nicht einmal bekannt, an welchem Ort er gewirkt hat. Seine Identität ergibt sich ausschließlich aus einer einzigen hinterlassenen Komposition. Er war sicher ein Zeitgenosse des niederländischen Verlegers Jacob Baethen aus Löwen. Nachdem dieser sich einige Jahre lang als Drucker in Maastricht etabliert hatte, gab er dort 1554 eine Sammlung niederländischer Lieder mit dem Titel „Dat ierste boeck vanden nieuwe Duijtsche liedekens“ heraus. Von dieser Sammlung ist kein Exemplar vollständig erhalten, weil die Sopranstimme bei allen Stücken fehlt. Diese Sammlung enthält ein vierstimmiges Lied von Pierken Jordain mit dem Textanfang
„O troost confoort nae u staet alle mijn verlangen“ (O stärkender Trost, so sehr erwünscht).
Dieses Lied ist eine Strophe des homophonen Liedes „Tribulatie ende verdriet / Wat moet mijn herte“ und stammt aus der berühmten Antwerpener Chansonsammlung mit einem Titel, der vollständig lautet: „Een schoon liedekens in den welcken ghij vinden sult veelerhande liedekens, oude ende nijeuwe, om droefheijt ende melancolie te verdrijven“, also ein Buch mit älteren und neueren Liedern, „um Trauer und Schmerz zu verjagen“. Das einzige davon noch vorhandene Exemplar stammt aus der Neuauflage von 1544, welches die Inquisition überlebt hat.